# Аккиси
Аккиси (каз. Ақкісі) — село в Амангельдинском районе Костанайской области Казахстана. Входит в состав Амангельдинского сельского округа. Код КАТО — 393435300.

## История
До 5 апреля 2013 года село входило в состав упразднённого Есирского сельского округа.

## Население
В 1999 году население села составляло 125 человек (71 мужчина и 54 женщины). По данным переписи 2009 года, в селе проживало 127 человек (59 мужчин и 68 женщин).